# Шіле-Сар
Шіле-Сар (перс. شيله سر) — село в Ірані, у дегестані Чагар-Фарізе, в Центральному бахші, шагрестані Бендер-Анзалі остану Ґілян. За даними перепису 2006 року, його населення становило 354 особи, що проживали у складі 116 сімей.

## Клімат
Середня річна температура становить 14,17°C, середня максимальна – 27,50°C, а середня мінімальна – -0,14°C. Середня річна кількість опадів – 849 мм.
| Клімат поселення                              | Клімат поселення | Клімат поселення | Клімат поселення | Клімат поселення | Клімат поселення | Клімат поселення | Клімат поселення | Клімат поселення | Клімат поселення | Клімат поселення | Клімат поселення | Клімат поселення | Клімат поселення |
| Показник                                      | Січ.             | Лют.             | Бер.             | Квіт.            | Трав.            | Черв.            | Лип.             | Серп.            | Вер.             | Жовт.            | Лист.            | Груд.            |                  |
| Середній максимум, °C                         | 9,47             | 10,12            | 12,13            | 17,52            | 22,00            | 25,07            | 27,50            | 27,36            | 23,52            | 20,74            | 16,21            | 11,84            |                  |
| Середня температура, °C                       | 4,68             | 5,32             | 7,32             | 12,69            | 17,19            | 20,28            | 23,42            | 23,30            | 19,43            | 16,65            | 12,12            | 7,75             |                  |
| Середній мінімум, °C                          | −0,14            | 0,50             | 2,52             | 7,91             | 12,40            | 15,45            | 19,32            | 19,18            | 15,33            | 12,56            | 8,03             | 3,66             |                  |
| Норма опадів, мм                              | 87               | 69               | 71               | 51               | 38               | 24               | 14               | 39               | 88               | 133              | 113              | 122              |                  |
| Середньомісячна швидкість вітру, м/с          | 2.30             | 2.40             | 2.40             | 2.38             | 2.40             | 2.60             | 2.60             | 2.40             | 2.20             | 2.02             | 1.98             | 2.08             |                  |
| Середньомісячна сонячна радіація, кДж/м²·день | 6800             | 9029             | 11120            | 15886            | 20302            | 23130            | 23774            | 20149            | 16422            | 11150            | 8512             | 6479             |                  |
| --------------------------------------------- | ---------------- | ---------------- | ---------------- | ---------------- | ---------------- | ---------------- | ---------------- | ---------------- | ---------------- | ---------------- | ---------------- | ---------------- | ---------------- |
| Джерело:                                      |                  |                  |                  |                  |                  |                  |                  |                  |                  |                  |                  |                  |                  |